# 伊久国造
伊久国造（いくのくにのみやつこ、いくこくぞう）は、のちに陸奥国となる地域（伊久国）を支配した国造である。

## 概要

### 表記
『先代旧事本紀』「国造本紀」に伊久国造と表記される。

### 先祖
- 『先代旧事本紀』「国造本紀」に、成務天皇の御世に阿岐国造と同祖の10世孫の豊嶋命（としまのみこと）を国造に定めたと伝わる。

### 氏族
国造を務めた氏族は不明である。

## 本拠
国造の本拠（官府）は角田市に置かれていたとされ、角田市内や近隣の丸森町には前方後円墳や円墳など古墳が多数存在する。

### 支配領域
国造の支配領域は当時伊久国と呼ばれた地域、後の陸奥国伊具郡で、現在の角田市、丸森町に相当する。

## 氏神
国造の氏神は不明である。ただし『延喜式』に記載されていないものの、諏訪神社（宮城県角田市佐倉）は伊久国造の豊島命を奉斎して、佐倉（佐久良）神社と称したとされる。

### 墓
- 長泉寺4号墳（ちょうせんじよんごうふん）
長泉寺古墳群の一基で、古墳時代中期築造の全長74メートルの前方後円墳。
- 吉ノ内古墳（よしのうちこふん）
横倉古墳群の一基で、5世紀中期築造の全長66メートルの前方後円墳。